# Jean Carlo
Jean Carlo (São Paulo, 1943 — Campinas, 2 de julho de 2013) foi um cantor e instrumentista brasileiro que fez sucesso na época da Jovem Guarda.
Nos anos 70, gravou com os pseudônimos Michael Davis (canção "Another Song", que foi tema do Jornal Hoje e da novela O Semideus) e Edward Cliff.
O cantor morreu em Campinas, onde se tratava de problemas neurológicos.